# Ascoglossum calopterum
Ascoglossum, abreviado Ascgm en el comercio, es un género monotípico de orquídeas epifitas. Su única especie: Ascoglossum calopterum (Rchb.f.) Schltr., 1913  es originaria de las Molucas, Nueva Guinea, Filipinas y las Islas Salomón. Su crecimiento es similar a Renanthera.

## Descripción
Es una orquídea que prefiere el clima cálido, es epífita monopodial, con un tallo ascendente o arqueado, tallo rígido, cilíndrico con dos hojas, rígidas, muy correosas, arqueadas, como cintas, el ápice desigualmente bilobulado. Florece en la primavera y principios del verano en una inflorescencia erecta o vertical, axilar de 60 cm  de largo, ramificada con flores de color púrpura, las flores no perfumadas tienen brácteas triangular-ovadas florales.

## Distribución y hábitat
Se encuentra en Sulawesi, Molucas, Nueva Guinea, las Filipinas y las Islas Salomón en altitudes de nivel del mar a 600 metros rn los árboles grandes en bosques primarios encontradas en lo alto de las ramas extendidas de un árbol frondoso y en los matorrales de sabana o manglares. 

## Taxonomía
Ascoglossum calopterum fue descrita por (Rchb.f.) Schltr. y publicado en Repertorium Specierum Novarum Regni Vegetabilis, Beihefte 1: 975. 1913.
Sinónimos
- Saccolabium calopterum Rchb.f., Gard. Chron., n.s., 18: 520 (1882).
- Cleisostoma cryptochilum F.Muell., S. Sci. Rec., n.s., 1: (1885).
- Saccolabium schleinitzianum Kraenzl., Bot. Jahrb. Syst. 7: 440 (1886).
- Saccolabium purpureum J.J.Sm., Bull. Inst. Bot. Buitenzorg 7: 4 (1900).
- Ascoglossum purpureum (J.J.Sm.) Schltr., Repert. Spec. Nov. Regni Veg. Beih. 1: 975 (1913).[1][4][5]

## Híbridos
Ascoglossum (Ascgm.) forma varios híbridos intergenéricos (notogéneros):

Ascoglossum x Renanthera (Ren.): Renanthoglossum (Rngm.)
Ascoglossum x Aerides (Aer.): Nonaara (Non.)
Ascoglossum x Arachnis: Ngara (Ngara)
Ascoglossum x Paraphalaenopsis: Ascoparanthera (Apn.)
Ascoglossum x Phalaenopsis (Phal.): Dresslerara (Dres.)
Ascoglossum x Rhynchostylis: Lauara (Lauara)
Ascoglossum x Trichoglottis: Sheehanara (Shn.)
Ascoglossum x Vanda: Pantapaara (Pntp.)
Ascoglossum x Vandopsis: Freedara (Fdra.)